# Llista de monuments de Banyalbufar
Llista de monuments de Banyalbufar catalogats pel consell insular de Mallorca com a Béns d'Interès Cultural en la categoria de monuments pel seu interès històric, artístic, arquitectònic, arqueològic, històric-industrial, etnològic, social, científic o tècnic.
| Monument                                                   | Tipus                | Localització                            | Coordenades                                          | Codi?         | Imatge |
| ---------------------------------------------------------- | -------------------- | --------------------------------------- | ---------------------------------------------------- | ------------- | --- |
| Talaia de ses Ànimes                                       | Arq. defensiva       | Banyalbufar                             | 39° 41′ 02″ N, 2° 30′ 01″ E / 39.68379°N,2.500234°E  | RI-51-0008353 | Talaia de ses Ànimes (Banyalbufar) · Vegeu més fotos d'aquest monument · Carregueu una nova foto d'aquest monument |
| La Baronia                                                 | Arq. defensiva       | Banyalbufar Carrer del Comte de Sallent | 39° 41′ 14″ N, 2° 30′ 48″ E / 39.687317°N,2.513372°E | RI-51-0008354 | Carregueu una nova foto d'aquest monument                                                                          |
| Cas Batle Negre                                            | Arq. defensiva       | Banyalbufar Carrer de Jerònim Albertí   | 39° 41′ 13″ N, 2° 30′ 51″ E / 39.687065°N,2.514267°E | RI-51-0008355 | Carregueu una nova foto d'aquest monument                                                                          |
| Rafal de Planícia                                          | Arq. defensiva       | Banyalbufar                             | 39° 40′ 55″ N, 2° 30′ 18″ E / 39.682056°N,2.504987°E | RI-51-0008356 | Rafal de Planícia (Banyalbufar) · Vegeu més fotos d'aquest monument · Carregueu una nova foto d'aquest monument    |
| Son Balaguer                                               | Arq. defensiva       | Banyalbufar                             | 39° 41′ 25″ N, 2° 33′ 01″ E / 39.690382°N,2.550346°E | RI-51-0008357 | Carregueu una nova foto d'aquest monument                                                                          |
| Son Borguny                                                | Arq. defensiva       | Banyalbufar Carrer de Jerònim Albertí   | 39° 41′ 13″ N, 2° 30′ 52″ E / 39.686993°N,2.514396°E | RI-51-0008358 | Carregueu una nova foto d'aquest monument                                                                          |
| Son Bunyola                                                | Arq. defensiva       | Banyalbufar                             | 39° 41′ 39″ N, 2° 32′ 29″ E / 39.694203°N,2.541368°E | RI-51-0008359 | Carregueu una nova foto d'aquest monument                                                                          |
| Son Valentí                                                | Arq. defensiva       | Banyalbufar                             | 39° 41′ 03″ N, 2° 32′ 53″ E / 39.684089°N,2.548101°E | RI-51-0008360 | Carregueu una nova foto d'aquest monument                                                                          |
| Molins d'Aigua de Cala Banyalbufar                         | Constr. etnològica   | Banyalbufar                             | 39° 41′ 29″ N, 2° 30′ 53″ E / 39.691373°N,2.514829°E | RI-51-0011602 | Carregueu una nova foto d'aquest monument                                                                          |
| Restes prehistòriques de Son Valentí / Sa Tanca Perra      | Monument arqueològic | Banyalbufar                             | 39° 40′ 41″ N, 2° 31′ 38″ E / 39.67798°N,2.52728°E   | RI-51-0001812 | Carregueu una nova foto d'aquest monument                                                                          |
| Restes prehistòriques de Son Valentí / S'Era des Moro      | Monument arqueològic | Banyalbufar                             | 39° 40′ 53″ N, 2° 32′ 45″ E / 39.681380°N,2.545894°E | RI-51-0001813 | Carregueu una nova foto d'aquest monument                                                                          |
| Restes prehistòriques de ses Mosqueres / Potada des Cavall | Monument arqueològic | Banyalbufar                             | 39° 40′ 39″ N, 2° 32′ 57″ E / 39.67740°N,2.54917°E   | RI-51-0001814 | Carregueu una nova foto d'aquest monument                                                                          |
| Talaiot de ses Mosqueres / Racó de Banyalbufar             | Monument arqueològic | Banyalbufar                             | 39° 40′ 26″ N, 2° 33′ 22″ E / 39.67399°N,2.55613°E   | RI-51-0001815 | Carregueu una nova foto d'aquest monument                                                                          |